# South Burlington
South Burlington is een plaats (city) in de Amerikaanse staat Vermont, en valt bestuurlijk gezien onder Chittenden County.

## Economie
Het hoofdkantoor van Ben & Jerry's is hier gevestigd.

## Demografie
Bij de volkstelling in 2000 werd het aantal inwoners vastgesteld op 15.814.
In 2006 is het aantal inwoners door het United States Census Bureau geschat op 17.014, een stijging van 1200 (7.6%).

## Geografie
Volgens het United States Census Bureau beslaat de plaats een oppervlakte van
76,7 km², waarvan 43,1 km² land en 33,6 km² water.

## Plaatsen in de nabije omgeving
De onderstaande figuur toont nabijgelegen plaatsen in een straal van 24 km rond South Burlington.

## Overleden
- Robert Noorduyn (1893-1959), Nederlands/Amerikaans vliegtuigbouwer